# غباغب
غباغب یک منطقهٔ مسکونی در سوریه است که در Al-Sanamayn District واقع شده‌است.

## خصوصیات
غباغب ۱۱٬۸۰۲ نفر جمعیت دارد و ۷۰۹٫۸۹ متر بالاتر از سطح دریا واقع شده‌است.